# 죽을 때까지
《죽을 때까지》(영어: Till Death)는 미국에서 제작된 S.K. 데일 감독의 2021년 스릴러 영화이다. 메건 폭스 등이 출연하였다.

## 출연
- 메건 폭스
- 오언 매컨
- 캘런 멀비
- 잭 로스
- 어멜 어민